# Zenitberget
Zenitberget är ett berg i Antarktis. Det ligger i Östantarktis. Norge gör anspråk på området. Toppen på Zenitberget är 43 meter över havet.
Terrängen runt Zenitberget är kuperad åt sydväst, men åt nordost är den platt. Trakten är glest befolkad. Närmaste befolkade plats är Novolazarevskaya Station, 1,5 kilometer väster om Zenitberget. 